# Grängsjön
Grängsjön är en sjö i Hudiksvalls kommun i Hälsingland och ingår i Nianån-Norralaåns kustområde. Sjön är 8,8 meter djup, har en yta på 0,173 kvadratkilometer och är belägen 130,1 meter över havet.

## Delavrinningsområde
Grängsjön ingår i det delavrinningsområde (682752-155155) som SMHI kallar för Utloppet av Grängsjön. Medelhöjden är 145 meter över havet och ytan är 0,66 kvadratkilometer. Räknas de 2 avrinningsområdena uppströms in blir den ackumulerade arean 10,26 kvadratkilometer. Tolockabäcken som avvattnar avrinningsområdet har biflödesordning 2, vilket innebär att vattnet flödar genom totalt 2 vattendrag innan det når havet efter 18 kilometer. Avrinningsområdet består mestadels av skog (65 procent). Avrinningsområdet har 0,17 kvadratkilometer vattenytor vilket ger det en sjöprocent på 25,9 procent.